# Blog.onet.pl
blog.onet.pl (także OnetBlog) – nieistniejący już serwis blogowy należący do portalu Onet.pl. Istniał od lutego 2004 roku. W lipcu 2012 roku zamknięto możliwość zakładania blogów w dotychczasowej formie, zastępując ją możliwością założenia bloga w nowoczesnym systemie opartym na mechanizmie WordPress. W marcu 2018 roku serwis został zamknięty.

## Cechy serwisu
- Prosty w obsłudze interfejs umożliwia edycję wyglądu blogu bez znajomości kodu HTML.
- Rozbudowana część redakcyjna codziennie prezentuje notki blogerów.
- Możliwa jest obsługa serwisu za pomocą telefonu komórkowego w wersji OnetBlog Lajt.
- Społecznościowy charakter użytkowników.

## Popularne blogi
W lipcu 2006 roku blog w serwisie blog.onet.pl założył Kazimierz Marcinkiewicz, co dało początek wydzielonej strefie dedykowanej znanym blogerom, pośród których znajdują się:
- politycy: Janusz Korwin-Mikke, Janusz Palikot, Joanna Senyszyn, Leszek Miller, Ludwik Dorn, Wojciech Olejniczak, Waldemar Pawlak, Józef Oleksy, Ryszard Czarnecki,
- ekonomiści,
- publicyści: o. Leon Knabit, Robert Biedroń, Jarosław Flis,
- sportowcy: Mariusz Fyrstenberg i Marcin Matkowski, Anna Szafraniec, Przemysław Miarczyński,
- podróżnicy: Anna Janowska, Marek Kalmus
- artyści: Michał Zabłocki, Tomasz Lubert, Michał Wiśniewski, grupa Habakuk.

## Konkurs Blog Roku
Od 2005 roku serwis organizował konkurs Blog Roku, którego laureaci wydali książki oparte na swych blogach. Byli to m.in.:
- Wawrzyniec Prusky: „Jędrne kaktusy” (2007), „Ballada o chaosiku” (2009),
- Jacek Getner: „Brzydka miłość” (2005), „Sextelefon” (2006),
- Grażyna Bełza: „Casting na diabła” (2006), „Przecudna” (2009),
- Marek Siwiec: „Blogiem po Europie” (2008).